# Hyperinsulinism
Hyperinsulinism är ett tillstånd där koncentrationen av insulin i blodet är förhöjd över det normala referensvärdet. Hyperinsulinism kan vara förknippat med flera typer av medicinska problem och sjukdomar, samt ha organiska eller icke-organiska orsaker. 
Normal utsöndring av insulin och blodnivå är nära förbundet med glukos-nivån i blodet, så att en given nivå av insulin kan vara normal för en nivå av glukos i blodet men hög eller låg för en annan nivå. Hyperinsulisnism hänger därför som regel samman med hypoglykemi.
Hyperinsulinism kan uppkomma som en ärftlig hyperaktiv bukspottkörtel och hänga samman med hyperammonemi. Det finns forskning som tyder på att den ärftliga formen beror på glutamataktiviteten. När hyperinsulinismen är ärftlig, uppkommer den som regel vid födseln. Hos nyfödda kan tillståndet yttra sig som lokala adenom (godartade tumörer) i bukspottkörteln (öcellsadenom), ett tillstånd som också kan uppkomma senare i livet (insulinom). Om tillståndet beror på adenom behandlas hyperinsulinismen kirurgiskt, men inte alltid med lyckade resultat.
Barn med hyperinsulinism kan utveckla psykisk utvecklingsstörning. Acanthosis nigricans kan vara ett tecken på tillståndet.